# 법외정
법외정(法外精)은 1985년에 개봉한 홍콩의 영화이다.

## 한국판 성우진(KBS)
- 홍시호 - 유지붕(유덕화)
- 안경진 - 유혜란(엽덕한
- 노민 - 관선생
- 이윤선 - 엄덕강
- 김정호 - 증영렴
- 최수민 - 마리아 수녀
- 탁원제 - 판사
- 이용순 - 애니
- 김정경 - 황백부
- 이재용 - 피터
- 김정희 - 이용
- 김새영 - 마천보
- 정옥주 - 은소병
- 김순영 - 아평
- 김수중 - 왕명광
- 서윤석 - 웨이터